# (1118) Ганския
(1118) Ганския (лат. Hanskya) — типичный астероид главного пояса, открыт 29 августа 1927 года российскими и советскими астрономами Сергеем Белявским и Николаем Ивановым в Симеизской обсерватории и в 1933 году назван в честь российского астронома, геодезиста и гравиметриста Алексея Ганского.

## Обнаружение и именование
(1118) Ганския
Открыт 29 августа 1927 года в Симеизе С. Белявским и Н. Ивановым.
Планета была названа в память о первом астрономе Симеизской обсерватории Алексее Ганском (1872—1908), умершем 25 лет назад. По его инициативе была создана эта обсерватория. В честь Ганского также назван лунный кратер.
Оригинальный текст (англ.)1118 Hanskya
Discovered 1927-08-29 by Belyavskij, S. and Ivanov, N. at Simeis.
The planet was named "zum Andenken an den vor 25 Jahren verstorbenen ersten Astronomen der Sternwarte Simeis, Alexis Hansky {1872—1908}, dessen Initiative diese Sternwarte ihre Entstehung verdankt." Hansky is also honored by lunar crater.
Источник: DISCOVERY.DB.

## Орбита

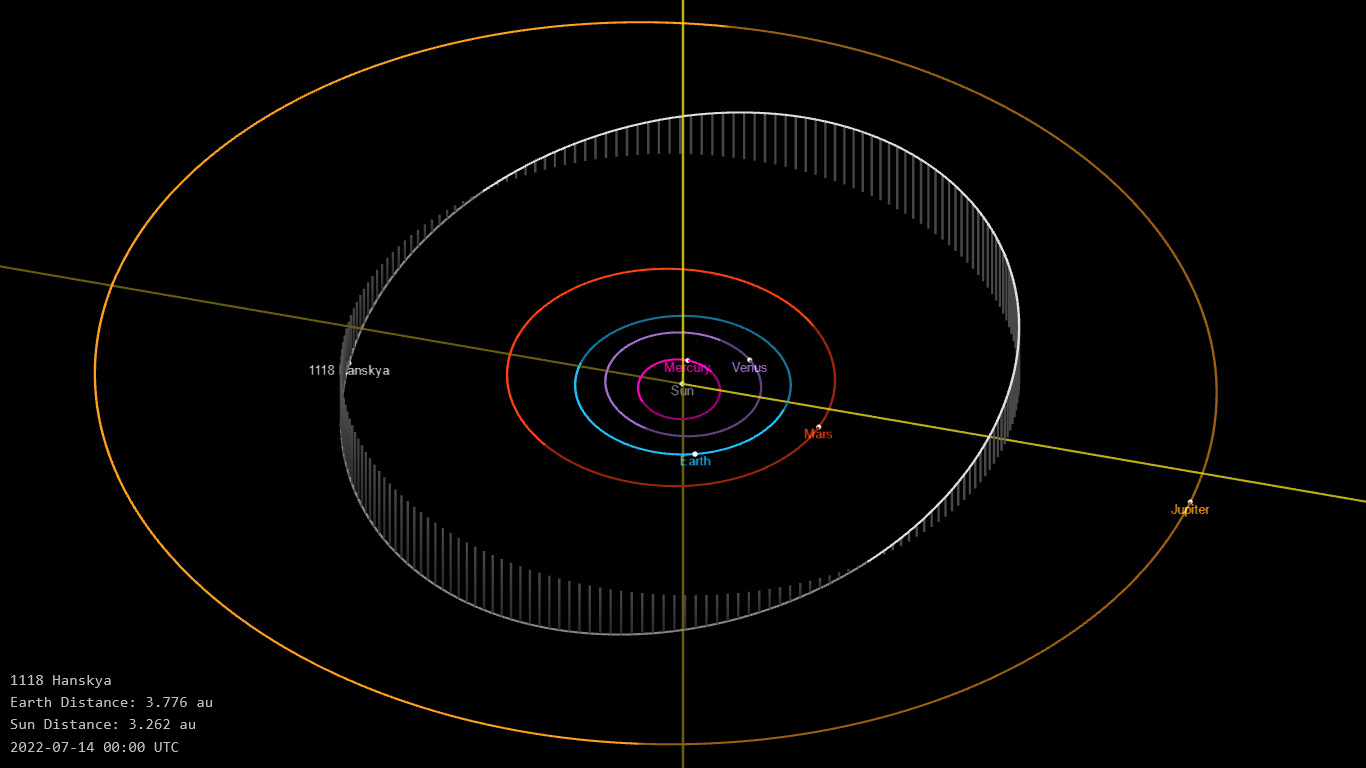
Орбита астероида Ганския и его положение в Солнечной системе

## Физические характеристики
Астероид относится к таксономическому классу C.
По результатам наблюдений в инфракрасном диапазоне орбитальной обсерватории IRAS и спутника Akari и наблюдений в видимом и ближнем инфракрасном диапазоне космического телескопа NEOWISE диаметр астероида сначала оценивался равным 77,20±1,7 км, позже — 75,495±1,037 км, 79,80±1,04 км, 90,29±0,59 км, 82,14±23,50 км, 82,70±28,83 км и 70,954±0,220 км. Согласно тем же источникам альбедо оценивается как 0,0470±0,002, 0,0491±0,0084, 0,045±0,001, 0,029±0,005, 0,04±0,02, 0,03±0,06 и 0,056±0,003.